# Bruce Graham (Drehbuchautor)
Bruce Graham (* 1957 in Philadelphia, Pennsylvania) ist ein US-amerikanischer Drehbuchautor.

## Leben
Bruce Graham studierte an der Indiana University of Pennsylvania. Anschließend zog er nach New York City, wo er sich als Schauspieler etablieren wollte. Allerdings misslang dies, sodass er sich selbst beim Schreiben von Theaterstücken probierte. Er konnte mit Coyote on a Fence und The Philly Fan erfolgreich zwei Stücke aufführen lassen. Anschließend konnte er 1983 mit dem Drehbuch zum Fernsehfilm The Brass Ring, einer Literaturverfilmung eines Romanes von Jocelyn Riley, als Drehbuchautor debütieren. Er schrieb seitdem für Filme wie Anastasia und Der Flug der Rentiere das Drehbuch. Parallel dazu unterrichtet er an der Drexel University Film und Drehbuchschreiben.

## Filmografie (Auswahl)
- 1983: The Brass Ring
- 1986: Der Babysittermörder (Twisted)
- 1996: Dunston – Allein im Hotel (Dunston Checks In)
- 1997: Anastasia
- 1999: Die Jagd nach dem Unicorn-Killer (The Hunt for the Unicorn Killer)
- 2000: Der Flug der Rentiere (The Christmas Secret)
- 2002: Die Stimme des Meeres (A Ring of Endless Light)
- 2003: Die Rennfahrerin (Right on Track)
- 2004: An Bord der Tiger Cruise (Tiger Cruise)